# ريتشارد كارمونا
ريتشارد كارمونا (بالإنجليزية: Richard Carmona)‏ هو جراح وممرض وسياسي أمريكي، ولد في 22 نوفمبر 1949 في نيويورك في الولايات المتحدة. انتخب جراح عام للولايات المتحدة الامريكية.